# Grand Prix Herning 2019
Grand Prix Herning 2019 er den 26. udgave af cykelløbet Grand Prix Herning og bliver arrangeret den 27. april 2019. Løbet blev vundet af danske Andreas Stokbro fra Riwal Readynez Cycling Team.

## Hold og ryttere
| Professionelt kontinentalhold | Professionelt kontinentalhold | Professionelt kontinentalhold |
| Holdets navn                  | Land                          | Kode                          |
| ----------------------------- | ----------------------------- | ----------------------------- |
| Riwal Readynez Cycling Team   | Danmark                       | RIW                           |

| Kontinentalhold       | Kontinentalhold | Kontinentalhold |
| Holdets navn          | Land            | Kode            |
| --------------------- | --------------- | --------------- |
| BHS-Almeborg Bornholm | Danmark         | ABB             |
| Team ColoQuick        | Danmark         | TCQ             |
| Team Waoo             | Danmark         | WAO             |

| Regional- og klubhold         | Regional- og klubhold | Regional- og klubhold |
| Holdets navn                  | Land                  | Kode                  |
| ----------------------------- | --------------------- | --------------------- |
| Team AURA Energi-JS.dk        | Danmark               | -                     |
| Cykle Klubben Aarhus          | Danmark               | -                     |
| Give Cykelklub                | Danmark               | -                     |
| Team Herning CK Elite         | Danmark               | -                     |
| IBT-Ridley Carl Ras-Sydkysten | Danmark               | -                     |
| Team Integra Advokater-Giant  | Danmark               | -                     |
| O.B. Wiik-Dan Stillads        | Danmark               | -                     |
| Team OK Kvickly Odder         | Danmark               | -                     |

| Hold med en enkelt rytter           | Hold med en enkelt rytter | Hold med en enkelt rytter |
| Holdets navn                        | Land                      | Kode                      |
| ----------------------------------- | ------------------------- | ------------------------- |
| Deceuninck-Quick Step               | Belgien                   | DQT                       |
| Lotto-Soudal                        | Belgien                   | LTS                       |
| Team Coop                           | Norge                     | TCO                       |
| Development Team Sunweb             | Tyskland                  | DSU                       |
| Esbjerg Cykle Ring Sport af 1919    | Danmark                   | -                         |
| Frederiksberg Bane- & Landevejsklub | Danmark                   | -                         |

## Resultater
| \| Samlede stilling \| Samlede stilling \| Samlede stilling \| Samlede stilling \| Samlede stilling \| \| Rytter \| Rytter \| Hold \| Tid \| \| \| ---------------- \| -------------------------- \| --------------------- \| ---------------- \| ---------------- \| \| 1. \| Andreas Stokbro \| Riwal Readynez \| 4t 28' 56" \| \| \| 2. \| Nicklas Amdi Pedersen \| BHS-Almeborg Bornholm \| + 0" \| \| \| 3. \| Jacob Hindsgaul \| ColoQuick \| + 0" \| \| \| 4. \| Rasmus Guldhammer \| Waoo \| + 0" \| \| \| 5. \| Rasmus Bøgh Wallin \| Riwal Readynez \| + 0" \| \| \| 6. \| Kasper Asgreen \| Deceuninck-Quick Step \| + 0" \| \| \| 7. \| Julius Johansen \| ColoQuick \| + 0" \| \| \| 8. \| Niklas Larsen \| ColoQuick \| + 0" \| \| \| 9. \| Mads Rahbek \| BHS-Almeborg Bornholm \| + 3" \| \| \| 10. \| Andreas Hyldgaard Jeppesen \| Waoo \| + 3" \| \| \| 11. \| Sebastian Kolze Changizi \| AURA Energi-JS.dk \| + 3" \| \| \| 12. \| Emil Vinjebo \| Riwal Readynez \| + 3" \| \| \| 13. \| Christoffer Lisson \| BHS-Almeborg Bornholm \| + 3" \| \| \| 14. \| Casper von Folsach \| ColoQuick \| + 3" \| \| |                            |                       |            |
| |                            |                       |            |
| |                            |                       |            |
| Samlede stilling |                            |                       |            |
| Rytter | Rytter                     | Hold                  | Tid        |
| 1. | Andreas Stokbro            | Riwal Readynez        | 4t 28' 56" |
| 2. | Nicklas Amdi Pedersen      | BHS-Almeborg Bornholm | + 0"       |
| 3. | Jacob Hindsgaul            | ColoQuick             | + 0"       |
| 4. | Rasmus Guldhammer          | Waoo                  | + 0"       |
| 5. | Rasmus Bøgh Wallin         | Riwal Readynez        | + 0"       |
| 6. | Kasper Asgreen             | Deceuninck-Quick Step | + 0"       |
| 7. | Julius Johansen            | ColoQuick             | + 0"       |
| 8. | Niklas Larsen              | ColoQuick             | + 0"       |
| 9. | Mads Rahbek                | BHS-Almeborg Bornholm | + 3"       |
| 10. | Andreas Hyldgaard Jeppesen | Waoo                  | + 3"       |
| 11. | Sebastian Kolze Changizi   | AURA Energi-JS.dk     | + 3"       |
| 12. | Emil Vinjebo               | Riwal Readynez        | + 3"       |
| 13. | Christoffer Lisson         | BHS-Almeborg Bornholm | + 3"       |
| 14. | Casper von Folsach         | ColoQuick             | + 3"       |